# اتو تیبولسکی
اتو تیبولسکی (انگلیسی: Otto Tibulski; ۱۵ دسامبر ۱۹۱۲ – ۲۵ فوریهٔ ۱۹۹۱) بازیکن فوتبال اهل آلمان بود.
از باشگاه‌هایی که در آن بازی کرده‌است می‌توان به باشگاه فوتبال شالکه ۰۴ و باشگاه فوتبال هرتابرلین اشاره کرد.
وی همچنین در تیم ملی فوتبال آلمان بازی کرده‌است.